# Neocaridina curvifrons
Neocaridina curvifrons is een garnalensoort uit de familie van de Atyidae. De wetenschappelijke naam van de soort is voor het eerst geldig gepubliceerd in 1979 door Liang.